# 金山公三
金山 公三（かなやま こうぞう）は、日本の工学者。産業技術総合研究所木質材料組織制御研究グループ長や、京都大学生存圏研究所教授を経て、京都大学名誉教授。

## 人物・経歴
1980年京都工芸繊維大学大学院工芸学研究科修士課程生産機械工学専攻修了、通商産業省入省。工業技術院で研究開発に携わり、産業技術総合研究所木質材料組織制御研究グループ長を経て、2015年京都大学生存圏研究所教授、京都大学生存圏研究所男女共同参画委員会委員長。2016年京都大学生存圏研究所広報委員会委員長、京都大学学術出版会社員。2020年退官、京都大学名誉教授、京都大学生存圏研究所特任教授。日本木材学会地域学術振興賞受賞。